# スブッラ
スブッラ（ラテン語: Suburra）は、イタリア ローマの一部分を表す古代ローマ時代の地名。エスクイリヌスの丘の西端とクイリナリスの丘・ウィミナリスの丘の南端の間に挟まれた谷間の地域のことを指す。

## 概要
古代ローマ時代、スブッラ地区は中・低所得者が暮らす高層賃貸住宅（インスラ）が建ち並ぶ地区であった。インスラの地上階には商店や飲食店が入居し、一帯は歓楽街としても栄えていた。ガイウス・ユリウス・カエサルが住んでいたユリウス一族の邸宅（ドムス）があったのも、この地区であったといわれている。
スブッラからフォルム・ロマヌム方向（ネルウァのフォルム）へ向かうアルギレトゥム通り通りが地区を貫いており、またエスクイリーナ門に向かってはClivus Suburanusの坂道が通じていた。
現在、スブッラ地区はフォルム・ロマヌムや皇帝たちのフォルムのある野外博物館地区から、地下鉄B線カヴール駅に向かう幹線道路カヴール通り沿いの地区である。地区の南側にはローマ・ラ・サピエンツァ大学のキャンパスがあり、地区内にはサン・ピエトロ・イン・ヴィンコリ教会やサンタ・マリア・アイ・モンティ教会などの歴史のある教会や、ホテルなどが多く立地している地区である